# Луи-Анри де Бурбон-Суассон
Луи-Анри де Бурбон-Суассон (фр. Louis-Henri de Bourbon-Soissons; август 1640, Седан — 8 февраля 1703, Париж) — бастард из дома Конде, претендент на княжество Невшательское.
Внебрачный сын Луи де Бурбона, графа де Суассона, и Элизабет дез Айе, дочери министра Седанского княжества.
Легитимирован в 1643 году, именовался шевалье де Суассоном. Мать графа де Суассона Анн де Монтафье завещала ему графство Нуайе. Вступил в духовное сословие, был аббатом Ла-Кутюра в Ле-Мане.
После смерти последнего мужского представителя дома Лонгвилей, герцогиня Мария Немурская, ненавидевшая своих родственников из дома Конде, решила сделать шевалье де Суассона наследником своих владений и огромного состояния.

Мадам де Немур, с давних пор презиравшая своих наследников, в ярости от того оборота, какой приняли события, откопала никому не известного старика, внебрачного сына последнего графа де Суассона (брата своей матери), владельца аббатства Кутюр в Ле-Мане, доходы от которого он пропивал в тавернах. Этот сумасброд никогда нигде не служил и никогда не бывал в обществе порядочных людей. Она пригласила его жить к себе и, с соблюдением всех формальностей, передала ему все, что могла; а могла она очень многое.— Сен-Симон. Мемуары. 1691—1701, с. 166
Сложив сан, Луи-Анри де Бурбон 7 октября 1694 женился на Анжелике-Кюнегонде де Монморанси-Люксембург, дочери маршала Люксембурга и Мадлен-Шарлотты-Бонны-Терезы де Клермон-Тоннер, герцогини де Пине-Люксембург.
По брачному контракту, составленному 6 октября, герцогиня завещала ему свои владения, а при её жизни он получал узуфрукт с графства Дюнуа и других земель.
Суассон принял титул князя Невшательского и Валанженского, и вместе с Марией Немурской отправился в Невшатель отстаивать права наследования, которые оспаривали принц де Конти и представители семей Матиньонов и Гонди. Собрание сословий княжества отказалось признать его в качестве правителя, не считая завещание, не подкрепленное происхождением претендента от прежней династии, достаточным основанием для передачи владения.
Дети:
- Луиза-Леонтина-Жаклин де Бурбон-Суассон (24.10.1696—11.01.1721), называемая мадмуазель де Невшатель, графиня де Дюнуа и Нуайе. Муж (24.02.1710): Шарль-Филипп д'Альбер, герцог де Люин (1695—1758)
- Мари-Шарлотта де Бурбон-Суассон (1701—1711), называемая мадмуазель д'Эстутвиль